# Asier García Regueiro
Asier García Regueiro (nacido el 14 de diciembre de 1978 en Salamanca, Castilla y León) es un exjugador de baloncesto español. Con 2.07 metros de estatura, jugaba en la posición de ala-pívot.

## Trayectoria
- Categorías inferiores Real Madrid y Estudiantes.
- Estudiantes  (1998-2001)
- Universidad Complutense  (2001-2002)
- Valencia Basket  (2002-2004)
- Basket Zaragoza 2002 (2004-2005)
- Valencia Basket (2004-2005)
- Tenerife Club de Baloncesto (2005-2006)
- Club Baloncesto Breogán (2006)